# Hans-Erich Riebensahm
Hans-Erich Riebensahm (* 24. Juni 1906 in Königsberg i. Pr.; † 15. Oktober 1988 in West-Berlin) war ein deutscher Pianist und Klavierpädagoge.

## Leben
Als Schüler von Artur Schnabel war er ein ausgewiesener Beethoven-Spieler. Paul Hindemith und den vergessenen Hans-Georg Burghardt nahm er oft ins Programm. Bei Königsbergs 700-Jahr-Feier in Duisburg spielte er 1955 die Natur-Trilogie von Heinz Tiessen und – als Uraufführung – die Klaviersonate in einem Satz von Otto Besch. 1949 wurde er Professor an der Akademischen Hochschule für Musik in Berlin. Zu seinen dortigen Schülern zählten Peter Ronnefeld und Peter Sauermann. Riebensahm war Liedbegleiter von Dietrich Fischer-Dieskau. Er spielte als Solist zwischen 1956 und 1972 in zwölf Abonnements-Konzerten des Berliner Symphonischen Orchesters unter Carl August Bünte Werke von Ludwig van Beethoven, Robert Schumann und Franz Liszt.